# Meridià 163 a l'est
El meridià 163 a l'est de Greenwich és una línia de longitud que s'estén des del pol Nord travessant l'oceà Àrtic, Àsia, l'oceà Índic, l'oceà Antàrtic, Australàsia i l'Antàrtida fins al pol Sud.
El meridià 163 a l'est forma un cercle màxim amb el meridià 17 a l'oest. Com tots els altres meridians, la seva longitud correspon a una semicircumferència terrestre, uns 20.003,932 km. Al nivell de l'Equador, és a una distància del meridià de Greenwich de 18.145 km.

## De Pol a Pol
Començant en el pol Nord i dirigint-se cap al pol Sud, aquest meridià travessa:
| Coordenades                               | País, territori o mar   | Notes |
| ----------------------------------------- | ----------------------- | --- |
| 90° 0′ N, 163° 0′ E / 90.000°N,163.000°E  | Oceà Àrtic              | |
| 75° 37′ N, 163° 0′ E / 75.617°N,163.000°E | Mar de Sibèria Oriental | |
| 69° 33′ N, 163° 0′ E / 69.550°N,163.000°E | Rússia                  | Sakhà Districte autònom de Txukotka — des de 64° 39′ N, 163° 0′ E / 64.650°N,163.000°E Krai de Kamtxatka — des de 64° 11′ N, 163° 0′ E / 64.183°N,163.000°E |
| 61° 32′ N, 163° 0′ E / 61.533°N,163.000°E | Mar d'Okhotsk           | Badia de Pénjina |
| 60° 46′ N, 163° 0′ E / 60.767°N,163.000°E | Rússia                  | Krai de Kamtxatka — Península de Kamtxatka |
| 58° 56′ N, 163° 0′ E / 58.933°N,163.000°E | Mar de Bering           | Golf de Karaguinski |
| 57° 50′ N, 163° 0′ E / 57.833°N,163.000°E | Rússia                  | Krai de Kamtxatka — Península de Kamtxatka |
| 57° 27′ N, 163° 0′ E / 57.450°N,163.000°E | Mar de Bering           | Badia d'Ozernoi |
| 56° 43′ N, 163° 0′ E / 56.717°N,163.000°E | Rússia                  | Krai de Kamtxatka — Península de Kamtxatka |
| 56° 1′ N, 163° 0′ E / 56.017°N,163.000°E  | Oceà Pacífic            | |
| 5° 22′ N, 163° 0′ E / 5.367°N,163.000°E   | Micronèsia              | Illa de Kosrae |
| 5° 16′ N, 163° 0′ E / 5.267°N,163.000°E   | Oceà Pacífic            | Passa a l'est de l'atol Sikaiana, Illes Salomó (a 8° 24′ S, 162° 57′ E / 8.400°S,162.950°E)                                                                 |
| 10° 42′ S, 163° 0′ E / 10.700°S,163.000°E | Mar del Corall          | |
| 26° 37′ S, 163° 0′ E / 26.617°S,163.000°E | Oceà Pacífic            | |
| 60° 0′ S, 163° 0′ E / 60.000°S,163.000°E  | Oceà Antàrtic           | |
| 66° 42′ S, 163° 0′ E / 66.700°S,163.000°E | Illes Balleny           | Illa Buckle, reclamada per Nova Zelanda |
| 66° 49′ S, 163° 0′ E / 66.817°S,163.000°E | Oceà Antàrtic           | |
| 70° 33′ S, 163° 0′ E / 70.550°S,163.000°E | Antàrtida               | Dependència de Ross, reclamat per Nova Zelanda |
| 60° 0′ S, 163° 0′ E / 60.000°S,163.000°E  | Oceà Antàrtic           | Mar de Ross |
| 77° 4′ S, 163° 0′ E / 77.067°S,163.000°E  | Antàrtida               | Dependència de Ross, reclamat per Nova Zelanda |